# Amadou Moutari
Tidjani Amadou Moutari Kalala (ur. 19 stycznia 1994 w Arlit) – piłkarz nigerski grający na pozycji pomocnika.

## Kariera klubowa
Jest wychowankiem klubu Akokana FC. Karierę piłkarską Amadou rozpoczął w klubie Akokana FC z miasta Arlit. W 2011 roku zadebiutował w jego barwach w pierwszej lidze nigerskiej. Wkrótce jego grą zainteresowali się skauci francuskiego Le Mans FC, z którym podpisał w dniu swoich 18 urodzin 19 stycznia 2012 trzyletni kontrakt. Występował w drugiej drużynie klubu, a po rozformowaniu klubu w listopadzie 2013 otrzymał status wolnego klienta. W lutym 2014 podpisał kontrakt z ukraińskim Metałurhiem Donieck. W czerwcu 2014 roku przeszedł do Anży Machaczkała. Następnie grał w takich klubach jak: Ferencvárosi TC, Mezőkövesdi SE, Budapest Honvéd FC, Al-Ain FC, a od 2021 gra w Al-Fayha FC.

## Kariera reprezentacyjna
W reprezentacji Nigru Amadou zadebiutował 24 stycznia 2012 w przegranym 0:2 meczu Pucharu Narodów Afryki z Gabonem. W meczu tym złamał nogę. Nigdy jeszcze nie strzelił gola.

## Sukcesy i odznaczenia

### Sukcesy klubowe
- wicemistrz Nigru: 2011